# 锦江街道
锦江街道，是中华人民共和国贵州省铜仁市碧江区下辖的一个乡镇级行政单位。原名市中街道，2019年11月更名为锦江街道。

## 行政区划
市中街道下辖以下地区：
西门社区、南门社区、江宗门社区和东门社区。
2019年11月调整后，锦江街道辖西门社区、南门社区、江宗门社区、东门社区、桐梓巷社区、北关社区、桂花塘社区、大江坪社区、陆军地社区、鹭鸳岩社区、茅溪村、新庄村。